# Wantage (circonscription du Parlement britannique)
Circonscription parlementaire de la Chambre des communes
La circonscription de Wantage  est une circonscription située dans l'Oxfordshire, et représentée à la Chambre des communes du Parlement britannique depuis 2019 par David Johnston du Parti conservateur.

## Members of Parliament
| Élection | Élection       | Membre         | Membre                                           | Parti        |
| -------- | -------------- | -------------- | ------------------------------------------------ | ------------ |
|          | 1983           | Robert Jackson |                                                  | Conservateur |
|          | 2005           | Robert Jackson | Travailliste                                     |              |
|          | 2005           | Ed Vaizey      |                                                  | Conservateur |
|          | 2019           | Ed Vaizey      | Indépendant (3 septembre 2019 – 29 octobre 2019) |              |
|          | 2019           | Ed Vaizey      | Conservateur                                     |              |
| 2019     | David Johnston |                | Conservateur                                     |              |

## Élections

### Élections dans les années 2010
| Parti         | Parti                | Candidat             | Voix   | %     | ±     |
| ------------- | -------------------- | -------------------- | ------ | ----- | ----- |
|               | Conservateur         | David Johnston       | 34,085 | 50,7  | -3.4  |
|               | Libéral Démocrate    | Richard Benwell      | 21,432 | 31,9  | +17.4 |
|               | Travailliste         | Jonny Roberts        | 10,181 | 15,2  | -11.7 |
|               | Indépendant          | Mark Gray            | 1,475  | 2,2   | N/A   |
| Majorité      | Majorité             | Majorité             | 12,653 | 18,8  | -8.5  |
| Participation | Participation        | Participation        | 67,173 | 73,9  | +1.4  |
|               | Conservateur retenir | Conservateur retenir | Swing  | -10.4 |       |

| Parti         | Parti                | Candidat             | Voix   | %    | ±     |
| ------------- | -------------------- | -------------------- | ------ | ---- | ----- |
|               | Conservateur         | Ed Vaizey            | 34,459 | 54,2 | +0.9  |
|               | Travailliste Co-op   | Rachel Eden          | 17,079 | 26,9 | +10.8 |
|               | Libéral Démocrate    | Christopher Carrigan | 9,234  | 14,5 | +1.5  |
|               | Green                | Sue Ap-Roberts       | 1,546  | 2,4  | -2.7  |
|               | UKIP                 | David McLeod         | 1,284  | 2,0  | -10.5 |
| Majorité      | Majorité             | Majorité             | 17,380 | 27,3 | -10.0 |
| Participation | Participation        | Participation        | 63,602 | 72,5 | 2.2   |
|               | Conservateur retenir | Conservateur retenir | Swing  | 4.95 |       |

| Parti         | Parti                | Candidat             | Voix   | %    | ±     |
| ------------- | -------------------- | -------------------- | ------ | ---- | ----- |
|               | Conservateur         | Ed Vaizey            | 31,092 | 53,3 | +1.3  |
|               | Travailliste         | Stephen Webb         | 9,343  | 16,0 | +2.1  |
|               | Libéral Démocrate    | Alex Meredith        | 7,611  | 13,1 | -14.9 |
|               | UKIP                 | Lee Upcraft          | 7,288  | 12,5 | +8.2  |
|               | Green                | Kate Prendergast     | 2,986  | 5,1  | +3.3  |
| Majorité      | Majorité             | Majorité             | 21,749 | 37,3 | +17.2 |
| Participation | Participation        | Participation        | 58,320 | 70,3 | +0.3  |
|               | Conservateur retenir | Conservateur retenir | Swing  | -0.4 |       |

| Parti         | Parti                | Candidat             | Voix   | %    | ±     |
| ------------- | -------------------- | -------------------- | ------ | ---- | ----- |
|               | Conservateur         | Ed Vaizey            | 29,284 | 52,0 | +8.9  |
|               | Libéral Démocrate    | Alan Armitage        | 15,737 | 27,9 | +0.3  |
|               | Travailliste         | Steven Mitchell      | 7,855  | 13,9 | -10.0 |
|               | UKIP                 | Jacqueline Jones     | 2,421  | 4,3  | +2.8  |
|               | Green                | Adam Twine           | 1,044  | 1,9  | -0.7  |
| Majorité      | Majorité             | Majorité             | 13,547 | 24,1 | +8.7  |
| Participation | Participation        | Participation        | 56,341 | 70,0 | +1.9  |
|               | Conservateur retenir | Conservateur retenir | Swing  | +4.3 |       |

### Élections dans les années 2000
| Parti         | Parti                | Candidat             | Voix   | %    | ±    |
| ------------- | -------------------- | -------------------- | ------ | ---- | ---- |
|               | Conservateur         | Ed Vaizey            | 22,354 | 43,0 | +3.4 |
|               | Libéral Démocrate    | Andrew Crawford      | 14,337 | 27,6 | −0.4 |
|               | Travailliste         | Mark McDonald        | 12,464 | 24,0 | −4.2 |
|               | Green                | Adam Twine           | 1,332  | 2,6  | +0.4 |
|               | UKIP                 | Nikolai Tolstoy      | 798    | 1,5  | -0.4 |
|               | Démocrates anglais   | Gerald Lambourne     | 646    | 1,2  | N/A  |
| Majorité      | Majorité             | Majorité             | 8,017  | 15,4 | +4.0 |
| Participation | Participation        | Participation        | 51,931 | 68,2 | +3.7 |
|               | Conservateur retenir | Conservateur retenir | Swing  | +1.9 |      |

| Parti         | Parti                | Candidat             | Voix   | %    | ±     |
| ------------- | -------------------- | -------------------- | ------ | ---- | ----- |
|               | Conservateur         | Robert Jackson       | 19,475 | 39,6 | -0.2  |
|               | Travailliste         | Stephen Beer         | 13,875 | 28,2 | -0.7  |
|               | Libéral Démocrate    | Neil Fawcett         | 13,776 | 28,0 | +1.5  |
|               | Green                | David Brooks-Saxl    | 1,062  | 2,2  | +1.0  |
|               | UKIP                 | Nikolai Tolstoy      | 941    | 1,9  | +1.1  |
| Majorité      | Majorité             | Majorité             | 5,600  | 11,4 | +0.5  |
| Participation | Participation        | Participation        | 49,129 | 64,5 | -13.6 |
|               | Conservateur retenir | Conservateur retenir | Swing  | +0.3 |       |

### Élections dans les années 1990
| Parti         | Parti                | Candidat             | Voix   | %     | ±     |
| ------------- | -------------------- | -------------------- | ------ | ----- | ----- |
|               | Conservateur         | Robert Jackson       | 22,311 | 39,81 | -14.3 |
|               | Travailliste         | Celia Wilson         | 16,222 | 28,94 | +7.5  |
|               | Libéral Démocrate    | Jenny Riley          | 14,862 | 26,52 | +1.5  |
|               | Référendum           | Stuart Rising        | 1,549  | 2,76  | N/A   |
|               | Green                | Miriam Kennet        | 640    | 1,14  | -0.4  |
|               | UKIP                 | Nikolai Tolstoy      | 465    | 0,83  | N/A   |
| Majorité      | Majorité             | Majorité             | 6,089  | 10,87 | -18.3 |
| Participation | Participation        | Participation        |        | 78,10 | -4.6  |
|               | Conservateur retenir | Conservateur retenir | Swing  | -10.9 |       |

| Parti         | Parti                | Candidat             | Voix   | %    | ±    |
| ------------- | -------------------- | -------------------- | ------ | ---- | ---- |
|               | Conservateur         | Robert Jackson       | 30,575 | 54,1 | +0.2 |
|               | Libéral Démocrate    | RMC Morgan           | 14,102 | 25,0 | −5.5 |
|               | Travailliste         | VS Woodell           | 10,955 | 19,4 | +3.8 |
|               | Green                | RJ Ely               | 867    | 1,5  | +1.5 |
| Majorité      | Majorité             | Majorité             | 16,473 | 29,1 | +5.6 |
| Participation | Participation        | Participation        | 56,499 | 82,7 | +4.8 |
|               | Conservateur retenir | Conservateur retenir | Swing  | +2.8 |      |

### Élections dans les années 1980
| Parti         | Parti                | Candidat             | Voix   | %     | ±    |
| ------------- | -------------------- | -------------------- | ------ | ----- | ---- |
|               | Conservateur         | Robert Jackson       | 27,951 | 54,0  | +1.1 |
|               | Social Démocratique  | Winifred Tumin       | 15,795 | 30,49 | −1.8 |
|               | Travailliste         | Stephen Ladyman      | 8,055  | 15,55 | +1.1 |
| Majorité      | Majorité             | Majorité             | 12,156 | 23,47 | +2.9 |
| Participation | Participation        | Participation        |        | 77,9  | +1.0 |
|               | Conservateur retenir | Conservateur retenir | Swing  | +1.4  |      |

| Parti         | Parti                                  | Candidat       | Voix   | %     | ± |
| ------------- | -------------------------------------- | -------------- | ------ | ----- | - |
|               | Conservateur                           | Robert Jackson | 25,992 | 52,88 |   |
|               | Social Démocratique                    | Winifred Tumin | 15,867 | 32,28 |   |
|               | Travailliste                           | AJD Popper     | 7,115  | 14,47 |   |
|               | Wessex Regionalist                     | AP Mockler     | 183    | 0,37  |   |
| Majorité      | Majorité                               | Majorité       | 10,125 | 20,60 |   |
| Participation | Participation                          | Participation  |        | 76,87 |   |
|               | Conservateur vainqueur (nouveau siège) |                |        |       |   |